# Rio do Peixe (periodiskt vattendrag i Brasilien, Bahia, lat -12,56, long -39,60)
Rio do Peixe är ett periodiskt vattendrag i Brasilien.   Det ligger i delstaten Bahia, i den östra delen av landet, 1 000 km öster om huvudstaden Brasília.
Omgivningen kring Rio do Peixe är huvudsakligen savann. Området är glesbefolkat, med 11 invånare per kvadratkilometer.